# 松尾正吉
松尾 正吉（まつお まさよし、1915年（大正4年）2月11日 - 1997年（平成9年）4月12日）は、日本の政治家。公明党衆議院議員（1期）。

## 経歴
群馬県生まれ。1929年佐波郡内の高等小学校を卒業する。卒業後は上京し、大日本雄弁会講談社に入る。その後、陸軍に入隊。戦後、プレス加工業を営み、川崎市議、神奈川県議を経て、1969年の第32回衆議院議員総選挙において神奈川2区から公明党公認で立候補してトップ当選した。1972年の第33回衆議院議員総選挙で落選。次の1976年の第34回衆議院議員総選挙には立候補しなかった（後継者は市川雄一）。1997年死去。